# Ministère de l'Équipement (Tunisie)
Le ministère de l'Équipement (arabe : وزارة التجهيز), officiellement appelé ministère de l'Équipement et de l'Habitat (arabe : وزارة التجهيز والإسكان), est un ministère tunisien chargé de l'équipement.

## Missions et attributions
Conformément au décret  no 1413-88 du 22 juillet 1988 fixant les attributions du ministère de l'Équipement, tel que modifié et complété par les textes subséquents, les attributions du ministère sont fixées comme suit : il veille à l'élaboration des études et à la réalisation des projets relatifs aux ponts et chaussées ainsi qu’aux bâtiments civils. Il assure l'entretien, la modernisation et le développement du réseau routier classé. Il contrôle l'exploitation des carrières et des unités de concassage et de criblage. Il gère le réseau des pistes rurales relevant du ministère et se trouvant hors des zones forestières et irriguées. Il met en œuvre la politique de l'État dans le secteur de l'habitat, améliore la disponibilité des logements et incite à leur octroi ou à leur construction. Il fixe les orientations et les choix nécessaires pour assurer la sauvegarde du parc de logements, son développement et sa promotion. Il suit l'élaboration, les travaux et l'entretien des ouvrages de protection des villes contre les inondations. Il élabore et met en œuvre des orientations se rapportant à aménagement du territoire aux niveaux national et régional. Il réalise des études et des recherches permettant de connaître les spécificités naturelles et économiques des différentes régions du pays. Il veille à la mise en œuvre de la politique de l'État dans le domaine de l'urbanisme et de l'architecture, en coordination avec les services et les structures concernées. Enfin, il contribue avec les collectivités locales à l'élaboration et à la révision des plans d'aménagement urbains, en veillant à leur conformité avec la réglementation urbaine en vigueur.

## Organisation

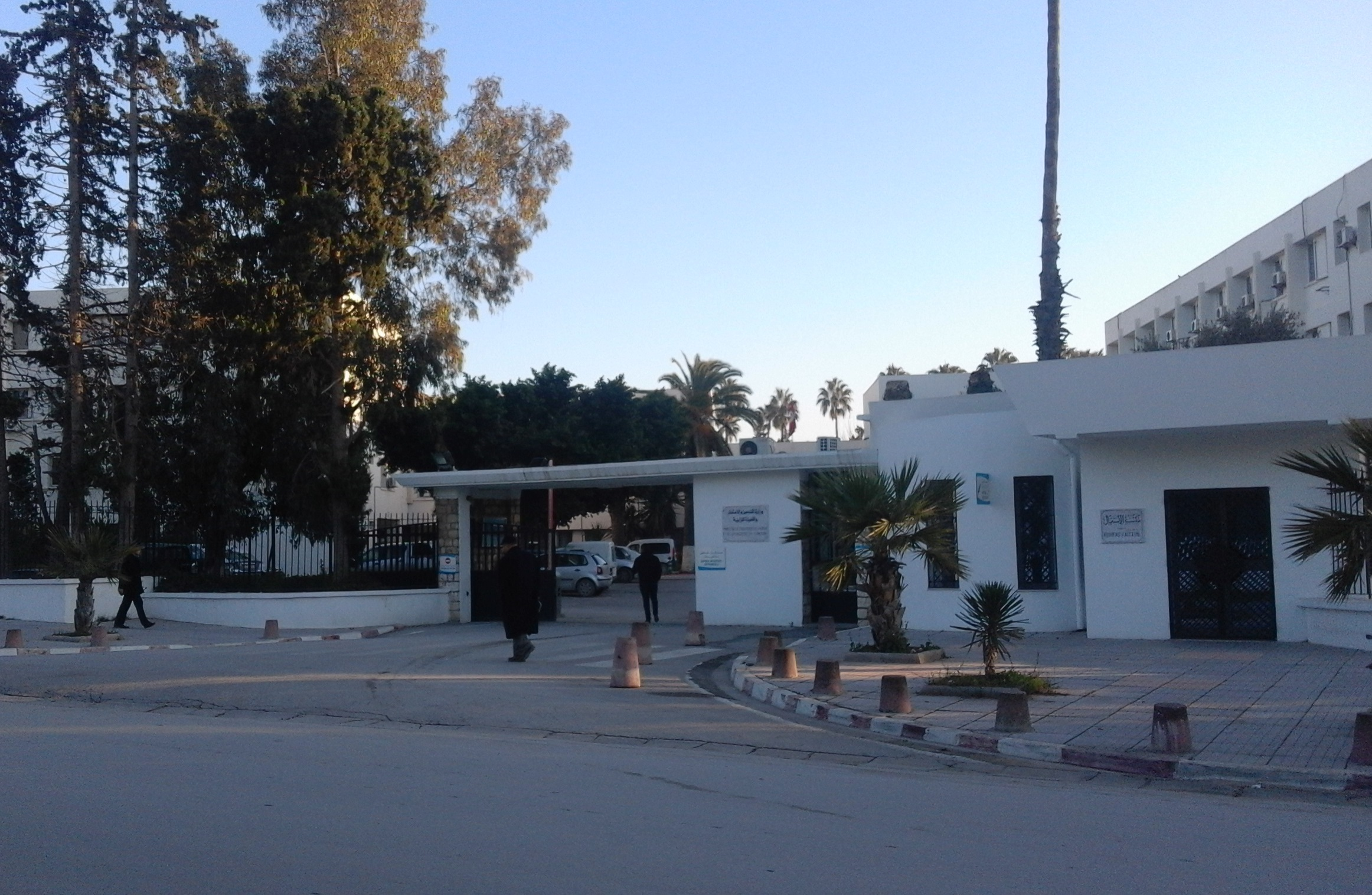
Siège du ministère.

Conformément au décret du 22 juillet 1988, les services centraux du ministère de l'Équipement sont organisés comme suit : 
- Ministre
- Cabinet
  - Service du courrier
  - Bureau des relations avec le citoyen
  - Inspection générale
  - Direction générale de la coordination de l'administration régionale
  - Direction générale de la planification, de la coopération et de la formation de cadres
  - Direction de la recherche de l'organisation et de l'informatique
- Services centraux
  - Direction générale des services communs
  - Direction générale des affaires foncières juridiques et du contentieux
  - Direction générale des ponts et chaussées
  - Direction générale des bâtiments civils
  - Direction générale des services aériens et maritimes
  - Direction générale de l'aménagement du territoire
  - Direction générale de l'habitat
  - Direction de l'hydraulique urbaine
  - Direction de l'urbanisme

## Établissements sous tutelle
- Centre d'essais et des techniques de construction
- Agence d'urbanisme du Grand Tunis
- Société nationale immobilière de Tunisie
- Société nationale immobilière du Nord
- Société nationale immobilière du Centre
- Société nationale immobilière du Sud
- Agence foncière d'habitation
- Agence de réhabilitation et de rénovation urbaine
- Société de promotion du lac de Tunis
- Société d'études et de promotion de Tunis Sud
- Société d'étude et d'aménagement des côtes nord de la ville de Sfax
- Société générale d'entreprises de matériel et de travaux
- Société Tunisie Autoroutes
- Office de la topographie et de la cartographie
- Société de promotion des logements sociaux

## Ministre
Le ministre de l'Équipement est nommé par le président de la République tunisienne sur proposition du chef du gouvernement. Il dirige le ministère et participe au Conseil des ministres.

### Historique
La direction des travaux publics, ancêtre du ministère de l'Équipement, est créée par le décret beylical du 3 septembre 1882, pendant le protectorat français de Tunisie. Sa tâche est précisée dans son article 2 : 
« Le Directeur général des travaux publics est chargé de l'organisation et de la direction des services publics ressortissant aux objets ci-après :

1. Routes et ponts ;
2. Chemins de fer ;
3. Ports maritimes et travaux à la mer ;
4. Éclairages et balisage des côtes ;
5. Aménagements d'eau ;
6. Travaux des villes, voirie, égouts, alimentations en eaux, nettoiement ;
7. Bâtiments civils ;
8. Mines et usines, carrières, sources thermales. »

La direction des travaux publics est l'un des quatre ministères, avec l'Enseignement, les Finances et les Postes et Télécommunications, qui restent aux mains des administrateurs français jusqu'à la promulgation de l'autonomie interne en 1955. Les titulaires du poste sont nommés par le résident général de France en Tunisie. Ce sont de hauts fonctionnaires, souvent ingénieurs des ponts et chaussées, désignés en fonction de leurs compétences et non d'une appartenance à un parti quelconque. Ils siègent au Conseil des ministres aux côtés des ministres tunisiens.
Les directeurs généraux successifs sont :
- Léon Grand (1882-1887)
- Paul Michaud (1887-1893)[3]
- Georges Pavillier (1893-1903)[4]
- Eugène Fages de Latour (1903-1912)[5]
- Lucien Michaux (1912-1919)
- Paul Mourgnot (1919-1930)[6]
- Paul Favière (1930-1934)[7]
- Marcel Buovolo (1934-1940)[8]
- Marcel Gosselin (1940-1945)[9]
- Jean-Louis Bonnenfant (1945-1949)[10]
- Jean Mathieu (1949-1955)[11]

Le ministre actuel est Slah Zouari, titulaire du portefeuille dans le gouvernement Zaafrani, depuis le 21 mars 2025.

### Liste des ministres
| Image | Nom                                           | Parti             |  | Gouvernement                                         | Début du mandat   | Fin du mandat     |
| ----- | --------------------------------------------- | ----------------- |  | ---------------------------------------------------- | ----------------- | ----------------- |
|       | Ezzeddine Abassi                              | Néo-Destour       |  | Gouvernement Ben Ammar Gouvernement Bourguiba I      | 7 septembre 1955  | 29 juillet 1957   |
|       | Ahmed Noureddine (Travaux publics et Habitat) | Néo-Destour       |  | Gouvernement Bourguiba II                            | 30 décembre 1958  | 7 novembre 1969   |
|       | Tijani Chelli                                 | PSD               |  | Gouvernement Ladgham                                 | 7 novembre 1969   | 6 novembre 1970   |
|       | Lassaad Ben Osman                             | PSD               |  | Gouvernement Nouira                                  | 6 novembre 1970   | 29 octobre 1971   |
|       | Mohamed Sayah                                 | PSD               |  | Gouvernement Nouira                                  | 29 octobre 1971   | 5 juin 1973       |
|       | Hédi Khefacha                                 | PSD               |  | Gouvernement Nouira                                  | 5 juin 1973       | 14 janvier 1974   |
|       | Abdallah Farhat                               | PSD               |  | Gouvernement Nouira                                  | 14 janvier 1974   | 25 septembre 1974 |
|       | Lassaad Ben Osman                             | PSD               |  | Gouvernement Nouira                                  | 25 septembre 1974 | 7 novembre 1979   |
|       | Mohamed Ali Souissi                           | PSD               |  | Gouvernement Nouira                                  | 7 novembre 1979   | 15 avril 1980     |
|       | Mohamed Sayah                                 | PSD               |  | Gouvernement Mohamed Mzali                           | 15 avril 1980     | 25 novembre 1983  |
|       | Sadok Ben Jemâa                               | PSD               |  | Gouvernement Mohamed Mzali                           | 25 novembre 1983  | 25 août 1984      |
|       | Mohamed Sayah                                 | PSD               |  | Gouvernement Mohamed Mzali Gouvernement Sfar         | 25 août 1984      | 16 mai 1987       |
|       | Mansour Skhiri                                | PSD               |  | Gouvernement Sfar Gouvernement Ben Ali               | 16 mai 1987       | 7 novembre 1987   |
|       | Sadok Ben Jemâa                               | PSD RCD           |  | Gouvernement Hédi Baccouche I                        | 7 novembre 1987   | 7 juillet 1988    |
|       | Moncef Mouelhi                                | RCD               |  | Gouvernement Hédi Baccouche II                       | 7 juillet 1988    | 11 avril 1989     |
|       | Ahmed Friaâ                                   | RCD               |  | Gouvernement Hédi Baccouche III Gouvernement Karoui  | 11 avril 1989     | 9 juin 1992       |
|       | Mohamed Charfeddine Gallouz                   | RCD               |  | Gouvernement Karoui                                  | 9 juin 1992       | 15 juin 1993      |
|       | Ali Chaouch                                   | RCD               |  | Gouvernement Karoui                                  | 15 juin 1993      | 9 octobre 1997    |
|       | Slaheddine Belaïd                             | RCD               |  | Gouvernement Karoui Gouvernement Ghannouchi I        | 9 octobre 1997    | 10 novembre 2004  |
|       | Samira Khayach Belhaj                         | RCD               |  | Gouvernement Ghannouchi I                            | 10 novembre 2004  | 29 août 2008      |
|       | Slaheddine Malouche                           | RCD               |  | Gouvernement Ghannouchi I Gouvernement Ghannouchi II | 29 août 2008      | 27 janvier 2011   |
|       | Yassine Brahim                                | Indépendant       |  | Gouvernement Ghannouchi II Gouvernement Caïd Essebsi | 27 janvier 2011   | 1er juillet 2011  |
|       | Mohamed Ridha Farès                           | Indépendant       |  | Gouvernement Caïd Essebsi                            | 1er juillet 2011  | 24 décembre 2011  |
|       | Mohamed Salmane                               | Ennahdha          |  | Gouvernement Jebali Gouvernement Larayedh            | 24 décembre 2011  | 29 janvier 2014   |
|       | Hédi Larbi                                    | Indépendant       |  | Gouvernement Jomaa                                   | 29 janvier 2014   | 6 février 2015    |
|       | Mohamed Salah Arfaoui                         | Indépendant       |  | Gouvernement Essid Gouvernement Chahed               | 6 février 2015    | 14 novembre 2018  |
|       | Noureddine Selmi                              | Indépendant       |  | Gouvernement Chahed                                  | 14 novembre 2018  | 27 février 2020   |
|       | Moncef Sliti                                  | Ennahdha          |  | Gouvernement Fakhfakh                                | 27 février 2020   | 15 juillet 2020   |
|       | Ghazi Chaouachi (intérim)                     | Courant démocrate |  | Gouvernement Fakhfakh                                | 15 juillet 2020   | 2 septembre 2020  |
|       | Kamel Doukh                                   | Indépendant       |  | Gouvernement Mechichi                                | 2 septembre 2020  | 11 octobre 2021   |
|       | Sarra Zaafrani                                | Indépendante      |  | Gouvernement Bouden/Hachani/Madouri                  | 11 octobre 2021   | 21 mars 2025      |
|       | Slah Zouari                                   | Indépendant       |  | Gouvernement Zaafrani                                | 21 mars 2025      | en cours          |

### Liste des secrétaires d'État
- 13 mars 2006-17 janvier 2011 : Mohamed Nejib Berriche
- 17 janvier 2011-18 janvier 2011 : Anouar Ben Gueddour
- 24 décembre 2011-29 janvier 2014 : Chahida Ben Fraj Bouraoui
- 6 février 2015-6 janvier 2016 : Anis Ghedira